# 동일방향 회전 및 반대방향 회전
동일방향 회전(同一方向回轉, 영어: conrotatory) 및 반대방향 회전(反對方向回轉, 영어: disrotatory)은 고리모양 전자반응에서 분자 각 말단의 회전에 따라 분류될 수 있다. 동일방향 회전 모드에서는 말단 그룹의 두 원자 궤도가 동일한 방향으로 회전한다(예: 두 원자 궤도가 시계 방향 또는 시계 반대 방향으로 회전함). 반대방향 회전 모드에서는 말단 그룹의 원자 궤도가 반대 방향으로 회전한다(한 원자 궤도는 시계 방향으로 회전하고 다른 원자 궤도는 시계 반대 방향으로 회전함). 최종 생성물의 시스/트랜스 이성질체는 동일방향 회전과 반대방향 회전의 차이에 의해 직접적으로 결정된다.

## 같이 보기
- 고리모양 전자반응
- 기하 이성질체

## 참고 문헌
- Carey, Francis A.; Sundberg, Richard J.; (1984). Advanced Organic Chemistry Part A Structure and Mechanisms (2nd ed.). New York N.Y.: Plenum Press. ISBN 0-306-41198-9.
- March Jerry; (1985). Advanced Organic Chemistry reactions, mechanisms and structure (3rd ed.). New York: John Wiley & Sons, inc. ISBN 0-471-85472-7